# Chhaya
Ne doit pas être confondu avec le film Chhaya (en)
Chhaya ou Chaya (en sanskrit : छाया), également connue sous le nom de Savarna, est la personnification et la déesse hindoue de l'ombre, et une consort de Surya, le dieu hindou du soleil. Elle est l'image de l'ombre ou le reflet de Saranyu (Sanjna), la première épouse de Surya. Chhaya est née de l'ombre de Sanjna et a remplacé Sanjna dans sa maison, après que cette dernière ait temporairement quitté son mari.
Chhaya est généralement décrite comme la mère de Shani, la planète Saturne, et le dieu du karma et de la justice : un graha redouté, de la déesse Tapti, la personnification de la rivière Tapti, de la déesse Vishti, la personnification de Kala, et d'un fils, Savarni Manu, qui est destiné à être le prochain et huitième Manu (ancêtre de l'humanité) - le dirigeant de la prochaine période Manvantara.

## Légendes védiques et épiques anciennes
Dans le Rig-Véda (vers le deuxième millénaire avant notre ère), qui est le récit le plus ancien sur le prototype Chhaya. Après la naissance de jumeaux de Vivasvan (Surya), sa compagne Saranyu - la fille de Vishvakarma - l'abandonne et s'enfuit sous la forme d'une jument. La divine Saranyu place à sa place une femme appelée Savarna (« de même espèce ») : semblable à Saranyu, mais mortelle, contrairement aux Purana ultérieurs où Chhaya n'est qu'une ombre de Saranyu. Savarna n'a pas d'enfants de Surya. Un ajout ultérieur (700-500 avant J.-C.) au Rigveda par Yaska dans son Nirukta dit que Manu (le géniteur de l'humanité, appelé Savarni Manu dans le texte puranique ultérieur) est né de Savarna. Alors que le texte original dit que « ils » (interprétés comme les dieux) ont substitué Savarna à Saranyu, Nirukta de Yaksa raconte que Saranyu a créé Savarna et l'a substituée. Brhad devata appelle le prototype de Chhaya Sadrisha (« sosie »), une femme qui ressemblait à Saranyu. Sadrsha engendra Manu par Surya, qui devint un sage royal.
À l'époque du Harivaṃśa (vers le Ve siècle de notre ère), appendice de l'épopée Mahabharata, Saranyu est appelée Sanjna et son double est réduit à son ombre ou reflet Chhaya. Il raconte que Sanjna, après avoir donné naissance à trois enfants du Soleil, l'abandonne et laisse Chhaya - qu'elle crée par illusion - prendre soin de ses enfants. Surya prend Chhaya pour Sanjna et engendre Manu par elle. Comme Manu ressemblait beaucoup à son père, il fut appelé Savarni Manu. Lorsque Chhaya, également appelée parthvi (« terrestre ») Sanjna, devient partiale envers son propre fils et ignore ceux de Sanjna, Yama la menace en levant le pied. Chhaya jette une malédiction sur Yama pour que ses jambes tombent, mais Surya réduit cette malédiction de sorte que certaines parties des jambes de Yama tombent et soient consommées par les vers sur terre. Après avoir découvert cela, Surya menace Chhaya, et elle révèle l'histoire de sa création ; après quoi Surya retrouve Sanjna et la ramène. Le texte indique également que Shani était le frère de Savarni Manu, bien que sa naissance ne soit pas explicitement mentionnée.

## Légendes puraniques
Le Markandeya Purana raconte l'histoire de Sanjna-Chhaya à deux reprises, l'histoire est similaire à celle du Harivamsa, mais Sanjna quitte Surya car elle est incapable de supporter sa splendeur et sa chaleur. La malédiction de Yama est un peu différente. Yama maltraite Chhaya et lève sa jambe pour lui donner un coup de pied. Chhaya maudit Yama et lui fait porter des vers et des plaies sur la jambe. Surya accorde à Yama un coq pour manger les vers de sa jambe. Dans l'autre récit, la malédiction est presque la même que celle du Harivamsa. Chhaya dit aussi intelligemment qu'elle est la femme du père de Yama, mais ne dit pas qu'elle est sa mère,.
Le Vishnu Purana enregistre également une légende similaire à celle du Markandeya Purana, mais présente peu de différences. Incapable de supporter la chaleur intense de Surya, Sanjna, après avoir donné naissance à trois enfants, se retire dans la forêt pour pratiquer de dures austérités sous la forme d'une jument, laissant son image d'ombre Chhaya, sa servante, prendre sa place et s'occuper de son mari et de sa progéniture. Surya confond Chhaya avec Sanjna et lui donne trois enfants. Chhaya donne naissance à Shani, Savarni Manu et Tapti. Cependant, Chhaya devint partiale envers ses propres enfants et ignora ceux de Sanjna. Yama a suspecté le comportement de celle qu'il pensait être sa mère et l'a offensée. Chhaya a jeté une malédiction sur Yama (les détails de la malédiction ne sont pas divulgués), ce qui a révélé à Yama et Surya que Chhaya n'était pas le vrai Sanjna. Après avoir extrait la vérité de Chhaya, Surya retrouve Sanjna et la ramène.
Le Matsya Purana présente également un récit similaire sur Chhaya, cependant les enfants de Chhaya sont nommés Savarni Manu, un fils et deux filles : Tapti et Vishti, qui était de couleur bleu foncé et une personnification de Kāla (Temps ou Mort) qui habite en Enfer. Le conte de Chhaya se retrouve également dans le Kathâsaritsâgara du XIe siècle de notre ère,. Le Markandeya Purana rapporte que Chhaya a eu trois fils : Shani, Savarni Manu et Revanta, le divin maître des chevaux. Kurma Purana décrit uniquement Savarni Manu comme son fils. Alors que dans certaines versions du conte, Surya abandonne Chhaya après avoir connu la vérité à son sujet, Surya déserte Chhaya avant de ramener Sanjna, cependant une version contemporaine raconte que Chhaya a été pardonnée et a vécu avec Surya, Sanjna et leurs enfants par la suite.
Alors que la plupart des récits considèrent Chhaya comme le reflet ou l'ombre de Saranyu (Sanjna) — la première épouse de Surya ; le Bhagavata Purana raconte que Chhaya était une sœur de Sanjna et la fille de l'architecte divin Vishvakarma,.
Le Markandeya Purana, ainsi que le Vishnudharmottara Purana (en), prescrivent que Surya soit représenté avec Chhaya et ses autres épouses à ses côtés.